# 151 Абунданція
151 Абунданція (151 Abundantia) — астероїд головного поясу, відкритий 1 листопада 1875 року.